# Elizaveta Ivlieva
Elizaveta Michajlovna Ivlieva (in russo Елизавета Михайловна Ивлиева?; Mosca, 28 ottobre 1982) è una pattinatrice di short track russa.

## Biografia
In carriera vanta due medaglie d'oro continentali nella staffetta 3000 metri, vinte agli europei di Zoetermeer 2004 e Torino 2005.
Dopo il ritiro dall'attività agonistica è divenuta allenatrice.
Su figlio Konstantin Ivliev, nato dalla relazione con l'attuale allenatore delle nazionale russa Aleksej Ivliev, è un pattinatore di short track di caratura internazionale.

## Palmarès
- Europei

Zoetermeer 2004: oro nella staffetta 3000 m;
Torino 2005: oro nella staffetta 3000 m;